# 托普索
托普索（原名Haldor Topsøe）是一家丹麦公司，由Haldor Topsøe于1940年创立。该公司拥有约2,300名员工，其中1,700人在丹麦工作。
该公司专注于碳减排技术，为全球能源转型提供技术、催化剂和服务。其中包括专有的固体氧化物电解槽（SOEC）高温电解技术、多相催化剂的生产以及基于催化工艺的加工厂设计。托普索涉及很多难以减排的行业，如重工业（钢铁、化工、水泥）、长途运输（航空、航运、卡车运输）和清洁燃料（生物柴油和超低硫柴油（ULSD））。托普索致力于多相催化领域，全球用于化肥的氨超过50%是在托普索技术的帮助下生产的。
托普索总部和主要的实验室位于丹麦哥本哈根北郊林比，其催化剂生产在丹麦腓特烈松和美国贝波特工业区进行。公司在阿根廷、澳大利亚、巴林、巴西、加拿大、中国、印度、印度尼西亚、伊朗、马来西亚、墨西哥、沙特阿拉伯和美国设有办事处。托普索的催化剂和技术用于将可再生原料（例如可再生电力）和废物或碳氢化合物原料（例如天然气）转化为氨、氢气、柴油和甲醇。其他主要业务领域包括清洁石油并确保更环保的燃料、清洁工业烟气以及减少工业排放。在化工厂中，催化剂和工艺可优化资源，确保高效的能源工艺。
该公司经常与丹麦技术大学合作，并将其研究成果定期发表在科学期刊上。
创始人Haldor Topsøe博士于2013年5月20日患病去世，享年99岁。从公司成立到去世，他一直担任公司董事长。公司现任董事会主席是杰佩·克里斯蒂安森 (Jeppe Christiansen) 现任董事会主席。Bjerne S. Clausen担任总裁兼首席执行官直至2020年6月。2020年6月2日，Roeland Baan接任总裁兼首席执行官。

## 历史
托普索由Haldor Topsøe博士于 1940 年创立。第二次世界大战期间，该公司获得使用理工学院实验室的许可，并于 1943 年迁至哥本哈根北部海勒鲁普的设施。此举意味着该公司可以通过获得更多设备来扩大其工作领域。
战争期间，托普索作为多家瑞典公司的咨询公司工作。与瑞典的接触主要是由所谓的瓦伦堡集团安排的。
1944年托普索生产出第一批小批量硫酸催化剂。1948年，公司又成功开发了第一款镍催化剂。同年，托普索开始与瑞典Vargön的Vargöns AB合作，旨在生产氨合成催化剂。
战争结束后不久，托普索开始在墨西哥从事各种与托普索在美国的金融联系有关的活动，包括世界银行。这导致该公司参与了墨西哥技术开发的规划以及美国农学家诺曼·博洛格在墨西哥北部索诺拉地区的小麦实验。
1950年之后的几年里，托普索恢复了与苏联研究环境的联系，并与催化领域的科学环境和涉及工程的组织保持了数年的密切联系。1955年，托普索成立了法国子公司Haldor Topsøe SA，并在巴黎设立了办事处。多年来，托普索参与了许多工业活动，有些是私人的，有些是公共管理的，并建造了多个工业工厂。托普索参与的较大项目之一是在法国北部建造一座重水厂。
1958年，托普索购买了位于腓特烈松郊外的Linderupgaard庄园，此后该庄园一直用于生产催化剂。
1961年，托普索在纽约开设了一个部门，名为 Haldor Topsoe Inc.，四年后，该公司在德克萨斯州休斯顿购买了一块土地，现在用于托普索的一个生产工厂。1971年，办事处从纽约迁至休斯顿。
1972年，托普索的所有权从一家私营公司转变为一家上市有限公司，由Haldor Topsøe和意大利公司Snamproggeti各持股 50/50。
1973年，托普索总部从1964 年以来一直位于Vedbæk迁至Søborg。仅仅一年后，即 1974 年，托普索将总部迁至位于丹麦哥本哈根郊外Kongens Lyngby的现址。
20世纪80年代初，托普索在亚洲开设了两个办事处：德里和北京。20世纪90年代初至90年代中期，托普索在俄罗斯莫斯科和雅罗斯拉夫尔开设了办事处，并在美国洛杉矶设立了分公司。
2007年，托普索公司以26亿丹麦克朗的价格从意大利承包公司Saipem（该公司收购了Snamprogetti）手中回购了全部股份。同年，Haldor Topsoe的子公司托普索燃料电池启动了丹麦第一座燃料电池生产工厂的建设，生产高温固体氧化物燃料电池（也称为SOFC），为卡车提供环保、绿色电力和供热，房屋、医院和超市。
2017年6月，优美科宣布与托普索已达成协议，以9亿丹麦克朗（约1.2亿欧元）企业价值加利润收购托普索的重型柴油机和固定式催化剂业务”；此次收购应该会从 2018 年开始增加收益。
2022年，Haldor Topsoe更名为托普索。
2022年9月，托普索赢得了全球有史以来最大的氢电解订单，提供5GW的固体氧化物电解槽。